# 藤見敬譲
藤見 敬譲（ふじみ けいじょう、1907年3月20日 - 1982年12月9日）は、日本の経営者。明治乳業社長を務めた。

## 経歴
山口県出身。1930年に九州帝国大学農学部農芸化学科を卒業。明治製菓での勤務を経て、1937年に明治乳業に転じ、1959年に取締役に就任し、常務、専務、副社長を経て、1977年6月に社長に就任した。
1982年12月9日、肝臓癌のために死去。75歳没。